# Kontsentrat

Kontsentrat (en russe : Концентрат) est le scénario d'un film non abouti du réalisateur russe Andreï Tarkovski écrit en 1958.

## Idée de départ
L'idée du scénario de Kontsentrat vient de l'année passée par Tarkovski dans la taïga en tant que membre d'une expédition scientifique de recherche avant qu'il ne s'inscrive à une école de cinéma.

## Le scénario
Le chef d'une mystérieuse expédition géologique attend le bateau qui pourra ramener les concentrés recueillis par l'équipe. La future destination de ces concentrés est un secret d'État.

## Historique
Tarkovski a écrit le scénario de Kontsentrat pour son examen d'entrée à l'Institut national de la cinématographie (VGIK) en une seule séance et a obtenu la note de 5, la plus élevée, excellent (en russe : отлично).
Le film aurait été tourné en noir et blanc et le matériel conservé dans les archives des réalisations en noir et blanc de la VGIK et aurait donc échappé à la destruction des archives couleur lors d'un incendie. Faute de place, la pellicule aurait été détruite. Cependant, Marina Tarkovskaia, la sœur de Tarkovski et la femme d'Alexandre Gordon, un condisciple de Tarkovski pendant son apprentissage au VGIK, démentent que Concentrate ait été filmé.
En 1994, des parties de Kontsentrat ont été filmées et utilisées dans le documentaire Andrei Tarkovsky's Taiga Summer par Tarkovskaia et Gordon.